# Barbucca
Barbucca – rodzaj ryb karpiokształtnych z rodziny Barbuccidae.

## Klasyfikacja
Gatunki zaliczane do tego rodzaju:
- Barbucca diabolica
- Barbucca elongata

Gatunkiem typowym jest Barbucca diabolica.